# Dottal a Föld körül
A Dottal a Föld körül (eredeti cím: Around the World with Dot) 1981-ben bemutatott ausztrál rajzfilm, amely a Dot-sorozat második része. Az animációs játékfilm rendezője és producere Yoram Gross. A forgatókönyvet John Palmer írta, a zenéjét Bob Young szerezte. A mozifilm a Yoram Gross Films gyártásában készült, a Hoyts Distribution forgalmazásában készült. Műfaja zenés film.
Ausztráliában 1981. június 23-án mutatták be a mozikban, Magyarországon 1995. január 1-jén az MTV2-n vetítették le a televízióban.

## Szereplők
| Szereplő                   | Színész                     | Magyar hang       |
| -------------------------- | --------------------------- | ----------------- |
| Danny, a vándormunkás      | Drew Forsythe               | Csankó Zoltán     |
| Dot                        | Ashley Ayre                 | Vadász Bea        |
| Ben                        | Ben Alcott                  | Simonyi Balázs    |
| Szereplő                   | Eredeti hang                | Magyar hang       |
| Danny / Télapó             | Drew Forsythe               | Csankó Zoltán     |
| Dot                        | Barbara Frawley             | Vadász Bea        |
| Joey, a kis kenguru        | Barbara Frawley             | Szalay Csongor    |
| Francia fecske             | Barbara Frawley             | ?                 |
| Zebra                      | Barbara Frawley             | ?                 |
| Morgó                      | Ron Haddrick                | Dobránszky Zoltán |
| Mr. Parmose                | Ron Haddrick                | Lippai László     |
| Béka                       | Ron Haddrick                | ?                 |
| Cirkuszi elefánt           | Ron Haddrick                | ?                 |
| Tigris                     | Ron Haddrick                | ?                 |
| Brit kőoroszlán            | Ron Haddrick                | Kristóf Tibor     |
| Bóbiska                    | Anne Haddy                  | Simon Mari        |
| Natasha tábornok           | Anne Haddy                  | Győri Ilona       |
| Mr. Nagamora               | Ross Higgins                | Botár Endre       |
| Bálna                      | Ross Higgins                | ?                 |
| Rénszarvas                 | Ross Higgins                | ?                 |
| Sárkányeregető versenybíró | Ross Higgins                | ?                 |
| Porondmester               | Ross Higgins                | ?                 |
| Kenguru, Joey anyja        | Joan Bruce (achív felvétel) | ?                 |

## Televíziós megjelenések
TV-2, TV-1 